# Lagocephalus guentheri
Lagocephalus guentheri, tên thông thường là cá nóc lưng kim cương, là một loài cá biển thuộc chi Lagocephalus trong họ Cá nóc. Loài này được mô tả lần đầu tiên vào năm 1915.
L. guentheri đã bị nhầm lẫn với Lagocephalus spadiceus và Lagocephalus gloveri bởi những nhà nghiên cứu trước đó.

## Phân bố và môi trường sống
L. guentheri có phạm vi phân bố rộng rãi ở vùng biển Tây Ấn Độ Dương. Loài này đã được ghi nhận từ Biển Đỏ và tất các vùng biển giáp bán đảo Ả Rập, men dọc theo bờ biển các nước Đông Phi trải dài về phía nam đến Nam Phi. L. guentheri cũng đã được ghi nhận từ phía đông Địa Trung Hải: ngoài khơi Ai Cập (2015) và Thổ Nhĩ Kỳ (2017). Năm 2018, L. guentheri được phát hiện ở ngoài khơi bờ tây Ấn Độ. L. guentheri được tìm thấy xung quanh các rạn san hô trên đáy cát ở độ sâu khoảng 274 m trở lại (tuy nhiên, độ sâu được báo cáo này có thể là của L. spadiceus).

## Mô tả
L. guentheri trưởng thành có kích thước tối đa được ghi nhận là khoảng 26 cm. Vùng thân trên có màu nâu với nhiều dải đen trên lưng. Cơ thể có một dải màu trắng bạc dọc theo chiều dài cơ thể. Vây đuôi hình lưỡi liềm, trắng ở 2 chóp thùy.
Số gai ở vây lưng: 0; Số tia vây mềm ở vây lưng: 13 - 14; Số gai ở vây hậu môn: 0; Số tia vây mềm ở vây hậu môn: 12 - 13; Số tia vây mềm ở vây ngực: 18.
Cũng như những loài cá nóc khác, L. guentheri có khả năng sản xuất và tích lũy các độc tố như tetrodotoxin và saxitoxin trong da, tuyến sinh dục và gan. Mức độ độc tính khác nhau tùy theo từng loài, và cũng phụ thuộc vào khu vực địa lý và mùa.
Thức ăn của L. guentheri là các loài động vật giáp xác và động vật thân mềm. L. guentheri không có giá trị thương mại.